# Działania opóźniające
Działania opóźniające – działania bojowe (walki) prowadzone przez wojska (osłonowe) w czasie odejścia na kolejnych pozycjach obronnych (opóźnienia) w celu uzyskania czasu potrzebnego wyższemu dowódcy na zadanie przeciwnikowi maksymalnych strat i stworzenia dla wojsk własnych bardziej korzystnej sytuacji bez angażowania się w decydujące walki. Ich istotą jest unikanie przewlekłych walk przez stawianie nacierającym oporu na kolejnych pozycjach opóźniania, nie dopuszczając do rozstrzygających starć.

## Charakterystyka działań opóźniających
Działania opóźniające to jeden z podstawowych rodzajów walki stanowiący często fazę przed przejściem do innych działań. Prowadzi się je w sposób zamierzony lub wymuszony. Występują w ramach działań głębokich, bezpośrednich oraz w strefie tylnej. Prowadząc działania opóźniające wojska oddają teren, zachowując jednocześnie elastyczność i swobodę działania. Cechuje je : aktywność, pomysłowość, elastyczność oraz posiadanie inicjatywy. Istotą działań opóźniających jest to, że wojska, nie wdając się w przewlekłe walki, w sposób zorganizowany opuszczają teren, stawiając opór na kolejnych przygotowanych rubieżach (pozycjach) opóźniania. Głównym celem operacji opóźniającej jest dążenie do przejęcia inicjatywy operacyjnej.
Działania opóźniające mogą być prowadzone w sposób zamierzony lub wymuszony. Są jednym z podstawowych rodzajów walki. Stanowią najbardziej aktywną formę odwrotu.

## Cele działań opóźniających
- opóźnienie manewru przeciwnika poprzez zadawanie mu strat zmniejszających jego potencjał bojowy, w celu zyskania czasu na przygotowanie kolejnych działań,
- przejęcie inicjatywy poprzez celowe wprowadzenie przeciwnika w obszar, w którym jest on bardziej podatny na wykonanie ataku lub kontrataku,
- uniknięcie walki w niesprzyjających warunkach i zabezpieczanie tym samym wojsk własnych,
- określenie głównego kierunku uderzenia przeciwnika (punktu ciężkości)[7].

## Prowadzenie działań opóźniających
Działania opóźniające są prowadzone w pasach lub na kierunkach. Zasadniczym elementem struktury działań opóźniających jest pozycja opóźnia. Wojskom wyznacza się przednią, pośrednie, i końcową pozycję opóźniania. Przyjmuje się, że stanowią je batalionowe lub wyjątkowo kompanijne rejony opóźniania, rozmieszczone nieregularnie w terenie na prawdopodobnych kierunkach działań przeciwnika.

Działania opóźniające składają się z szeregu działań poszczególnych elementów zgrupowania bojowego, takich jak obrona zajmowanych pozycji, wyjście z walki, odejście na kolejne pozycje. Są typowym sposobem wykonywania zadań przez oddziały wydzielone w pasie przesłaniania lub ariergardy osłaniające odwrót lub wycofanie sił głównych.
Przebieg działań opóźniających w pierwszym okresie nie odbiega od typowych działań obronnych. Podchodzącego przeciwnika zwalcza się na dalekich podejściach, a głównym zadaniem w tym okresie jest powstrzymanie natarcia i niedopuszczenie do pokonania z marszu pozycji przedniej. Opór stawiany na pierwszej pozycji powinien być na tyle silny, żeby zmusić zarówno awangardy jak i siły główne przeciwnika do rozwinięcia. Istotnym elementem siły oporu jest rozbudowa inżynieryjna.
Do kalkulacji przyjmuje się, że wojska prowadzące działania opóźniające mogą skutecznie przeciwstawiać się liczniejszym siłom przeciwnika, niż ma to miejsce w obronie. Stąd też wyznacza się 2-krotnie większą szerokość pasów działań opóźniających niż pasów obrony. Liczba rubieży opóźniania i czas ich utrzymywania zależą od głębokości opóźniania, terenu, posiadanych sił oraz nakazanego terminu utrzymania rubieży końcowej. Rubieże powinno się wyznaczać w takiej odległości od siebie, aby nacierający chcąc atakować kolejną rubież, zmuszony był zmienić stanowiska ogniowe artylerii i od nowa organizować natarcie.

### Metody działań opóźniających

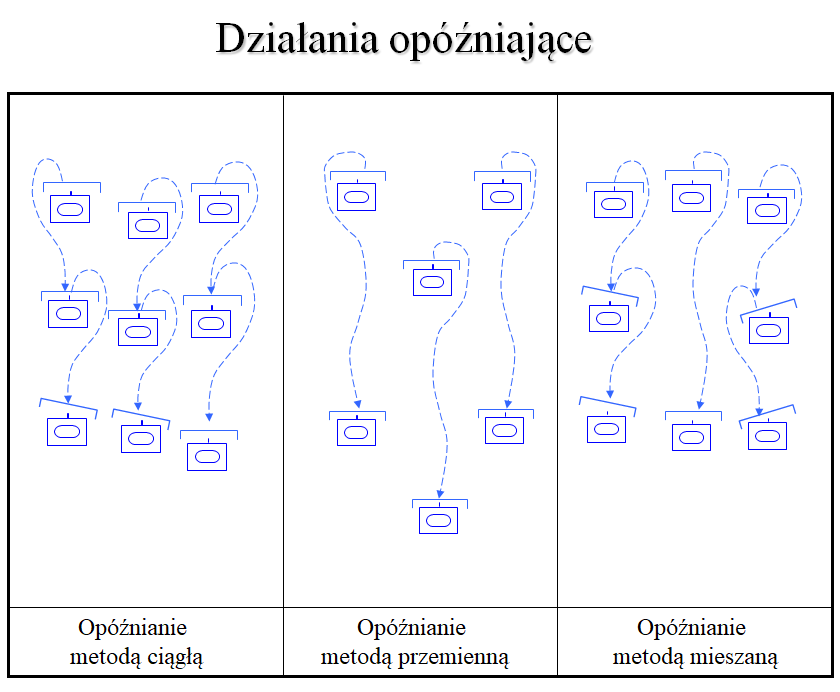
Metody działań opóźniających

Wyróżnia się trzy główne metody prowadzenia działań opóźniających: opóźnianie ciągłe, opóźnianie przemienne i	metodę kombinowaną.
- opóźnianie ciągłe

prowadzi się poprzez ciągłą walkę z nacierającym przeciwnikiem metodą obsadzania kolejnych rubieży opóźniania tymi samymi pododdziałami, które jednocześnie odpierając ataki wychodzą z walki, przemieszczają się na kolejne rubieże opóźniania i organizują obronę;
- opóźnianie przemienne (przekraczanie lub metoda szufladkowania)

polega na prowadzeniu stopniowej walki z przeciwnikiem na co najmniej dwóch rubieżach opóźniania; część pododdziałów powstrzymuje natarcie przeciwnika, druga część przygotowuje do obrony kolejną rubież opóźniania;
- opóźnianie mieszane (kombinowane)

polega na prowadzeniu działań na jednym kierunku działań opóźniających metodą opóźniania przemiennego, a na drugim – opóźniania ciągłego.

## Normy taktyczne
Normy taktyczne należy traktować jako swego rodzaju wielkości odniesienia. Stanowią one orientacyjne ramy, są wypadkową różnych warunków organizowania i prowadzenia obrony. Wartość norm taktycznych nie należy traktować jako coś niezmiennego. Trzeba do nich podchodzić elastycznie, stosownie do charakteru zadania i zamiaru działań przełożonego, miejsca i roli w ugrupowaniu szczebla nadrzędnego oraz składu i możliwości bojowych oddziału.
Normy taktyczne w Wojsku Polskim (2014)
| Wyszczególnienie                    | Brygada     | Batalion |
| ----------------------------------- | ----------- | -------- |
| Szerokość pasa (pozycji) opóźniania | do 30 km    | do 10 km |
| Głębokość pasa (pozycji) opóźniania | ponad 20 km | do 3 km  |
| Liczba pozycji opóźniania           | 3           | 1−2      |
| Odległość między pozycjami          | 4−5         | 4−5      |